# Urs Lehmann
Urs Lehmann (Rudolfstetten-Friedlisberg, 1º aprile 1969) è un dirigente sportivo ed ex sciatore alpino svizzero, campione iridato nella discesa libera ai Mondiali di Morioka 1993 e dal 2008 presidente della Federazione sciistica della Svizzera.

## Biografia

### Carriera sciistica
Specialista delle prove veloci originario di Oberwil-Lieli, Lehmann debuttò in campo internazionale in occasione dei Mondiali juniores di Hemsedal/Sälen 1987, dove conquistò il primo risultato della carriera vincendo la medaglia d'oro nella discesa libera. In Coppa del Mondo ottenne il primo risultato di rilievo il 27 gennaio 1990 a Val-d'Isère (15º) e il miglior piazzamento in Val Gardena l'11 dicembre 1992 (4º), sempre in discesa libera.
L'11 febbraio 1993 ai Mondiali di Morioka, suo esordio iridato, precedette, nella prova di discesa libera, il norvegese Atle Skårdal e lo statunitense A J Kitt, laureandosi campione del mondo e conquistando l'unica medaglia per la Svizzera in quell'edizione; sempre in discesa libera ai Mondiali del 1996 in Sierra Nevada, sua ultima presenza iridata, fu 32º. Il 29 gennaio 1997 conquistò a Val-d'Isère l'ultima vittoria in Coppa Europa e il giorno successivo l'ultimo podio (3º), sempre in discesa libera; si ritirò alla fine di quella stessa stagione 1996-1997: la sua ultima gara in Coppa del Mondo fu il supergigante di Garmisch-Partenkirchen del 23 febbraio e la sua ultima gara in carriera fu la discesa libera di Coppa Europa del 1º marzo a Sankt Moritz (in entrambi i casi non completò la prova). Non prese parte a rassegne olimpiche.

### Carriera dirigenziale
Nel 2006 è entrato a far parte delle Federazione sciistica della Svizzera e nel 2008 ne è stato eletto presidente, venendo più volte rieletto: nel giugno del 2021 è stato confermato nel ruolo per il triennio 2021-2024.

### Altre attività
È stato commentatore sportivo delle gare di sci alpino per Eurosport dal 1997; è amministratore delegato di Similasan Group e ha sposato l'ex sciatrice freestyle Conny Kissling, a sua volta atleta di alto livello.

## Palmarès

### Mondiali
- 1 medaglia:
  - 1 oro (discesa libera a Morioka 1993)

### Mondiali juniores
- 1 medaglia:
  - 1 oro (discesa libera a Hemsedal/Sälen 1987)

### Coppa del Mondo
- Miglior piazzamento in classifica generale: 52º nel 1993

### Coppa Europa
- Miglior piazzamento in classifica generale: 10º nel 1991
- 3 podi:
  - 1 vittoria
  - 2 terzi posti

#### Coppa Europa - vittorie
| Data            | Località    | Paese   | Specialità |
| --------------- | ----------- | ------- | ---------- |
| 29 gennaio 1997 | Val-d'Isère | Francia | DH         |